# Peter Roose
Peter Roose, né à Furnes (Belgique) le 31 juillet 1969, est un homme politique belge qui a été député de 1995 à 1998.

## Biographie
Peter Roose est membre du SP, parti pour lequel il devient conseiller communal et conseiller au CPAS de Furnes.
En 1995, il remplace Johan Vande Lanotte — qui exerce la fonction de ministre de l'Intérieur — à la Chambre des représentants pour la circonscription Furnes-Dixmude-Ypres-Ostende.
En 2012, le parti socialiste (sp.a) remporte les élections communales, ce qui lui permet d'obtenir 7 sièges sur 21 au Conseil communal.
Après ces élections, le sp.a négocie avec le CD&V du bourgmestre sortant Jan Verfaillie et Peter Roose devient le premier bourgmestre socialiste de Furnes.